# Nunca más el mar
Nunca más el mar es el nombre de una novela de Miguel Donoso Pareja publicado en 1981. A través de esta obra, el autor explora la complejidad del tiempo y la memoria a través de una estructura narrativa fragmentada y polifónica. La obra se inspira en la tradición literaria para abordar temas como la dictadura, el exilio y la identidad, utilizando la memoria de K como eje central. La crítica ha destacado la profundidad simbólica de personajes como Gudrum, la reflexión sobre el subdesarrollo y la crítica a la idea de patria presentes en la novela, consolidándola como una obra que desafía las convenciones y dialoga con la tradición literaria.

## Estilo
En "Nunca más el mar", la inspiración de Donoso Pareja no surge de una musa etérea, sino de la densa tradición literaria que lo precede, tal como sugieren otros autores como Viktor Sklovski, Paul Ricoeur y Harold Bloom. Esta novela es un ejercicio de exploración del "lugar del tiempo de la escritura", donde el pasado opresivo de la dictadura, el presente desolador de la alienación por el exilio del autor y el futuro incierto de la esperanza se entrelazan en la narrativa fragmentada de K.
La naturaleza paradójica del tiempo se manifiesta en la novela a través de la memoria torturada de K, la espera angustiosa de un cambio y el presente fugaz de sus encuentros con Gudrum. El presente se define como un "paso, transición y huella", donde las cicatrices del pasado dictatorial y las visiones de un futuro incierto convergen en la conciencia del protagonista. Esta concepción del tiempo como un flujo constante impregna la estructura misma de la novela, con sus saltos temporales y su atmósfera onírica.
Finalmente, "Nunca más el mar" revela que el lugar del tiempo en la escritura reside en la memoria, la previsión y la espera. La tradición literaria se convierte en la memoria colectiva que Donoso Pareja confronta y reinterpreta. La escritura se presenta como un intento de regresar a un pasado traumático, a la Ítaca personal de K, sabiendo que ese regreso nunca será completo. La novela, por lo tanto, se erige como un testimonio de la lucha contra el olvido y la búsqueda de sentido en un presente marcado por la desilusión, consolidándose como una obra que dialoga con la tradición mientras la subvierte y la resignifica.

## Estructura de la novela
Donoso pareja experimenta con la estructura narrativa y su relación con la memoria. Esta obra se aleja de la linealidad tradicional en el argumento novelístico, y más bien opta por una serie de fragmentos y voces que se entrelazan para construir un mosaico complejo de recuerdos y experiencias. Esta fragmentación refleja la naturaleza discontinua de la memoria, donde los recuerdos emergen de forma dispersa y a menudo caótica.
La obra se caracteriza por su polifonía, donde múltiples personajes narran sus versiones de los hechos, creando una red de perspectivas que se complementan y contradicen. Esta multiplicidad de voces cuestiona la idea de una verdad única y objetiva, resaltando la subjetividad de la memoria y su capacidad para ser moldeada por las experiencias individuales. Donoso Pareja también desafía las convenciones del realismo, jugando con la temporalidad y la causalidad, y difuminando los límites entre la realidad y la ficción.
En última instancia, "Nunca más el mar" invita a reflexionar sobre la memoria como un proceso dinámico y en constante reconstrucción. La novela muestra cómo el pasado se entrelaza con el presente, cómo los recuerdos pueden ser tanto una fuente de consuelo como de dolor, y cómo la memoria colectiva de un pueblo se construye a partir de las experiencias individuales de sus habitantes. La obra de Donoso Pareja se erige como un testimonio de la capacidad de la literatura para explorar las complejidades de la memoria humana y para desafiar las convenciones narrativas establecidas.

## Recepción
La crítica Jenny Ostrowski se enfoca en el personaje de Gudrum, viéndolo como un símbolo complejo que encarna a la mujer universal, la rabia, el desamparo y la tensión entre el amor y la muerte. Esta visión destaca la profundidad simbólica del personaje dentro de la obra.
Por otro lado, Fernando Balseca, en su edición crítica, subraya cómo la novela refleja el subdesarrollo mental y la incertidumbre del progreso en las ciudades, utilizando el destino del protagonista, K, como un espejo de la realidad de su entorno. Balseca plantea que la novela es un testimonio de una sociedad con problemas mentales y una crítica al progreso mal entendido.Además en la revista Cultura, del Banco Central de Ecuador, se recibió positivamente a esta novela bajo el subtítulo de "el signo y la referencia", donde resaltarían el caracter experimental de la literatura de Donoso Pareja.Por otro lado Vladimiro Rivas resaltaría el rico mundo interior de Miguel Donoso Pareja, sin embargo a su juicio no lograría plasmar con toda la intensidad que se requiere en sus sucesivas novelas.
Por último, Renato Prada Oropeza destaca la fuerza de la novela para desmitificar la idea de la patria, utilizando recursos estéticos para cuestionar este pilar de la identidad. Prada Oropeza considera que "Nuncamáselmar" es una obra que desafía las concepciones tradicionales de la identidad nacional, utilizando la literatura como una herramienta de crítica social.